# مشوكة حبيبية
المُشَوَّكة الحُبَيْبِيّة (باللاتينية: Echinococcus granulosus) وتسمى أيضاً الدودة المائية أو الدودة الشريطية للكلاب، هي من الديدان حلقيات المحاجم أو دودة شريطية حلقية وتتطفل في الأمعاء الدقيقة للكلبيات، لكن ما هو أهم، كون المضيف المتوسط هو الماشية والإنسان. تسبب داء المشوكات الكيسي، المعروف أيضاً باسم مرض الدودة المائية. يتراوح طول الدودة الشريطية البالغة من 3 ملم إلى 6 ملم، ولها ثلاثة طلائع (أجزاء) عندما تكون سليمة - طليعة غير ناضجة وطليعة ناضجة وطليعة حوامل. يبلغ متوسط عدد البويضات لكل طليعة حوامل 823 بيضة. مثل جميع الحبيبات الحلقية،تمتلك أربعة مصاصات على سكوليكس (الرأس).
تتضمن دورة حياة الدودة الشريطية الحبيبية E. granulosus الكلاب والحيوانات آكلة اللحوم البرية كمضيف نهائي للدودة الشريطية البالغة. وتتميز المضيفات النهائية بكونها المكان الذي تصل فيه الطفيليات إلى مرحلة النضج والتكاثر. تعدُّ الحيوانات ذات الحوافر البرية أو المستأنسة على سبيل المثال الأغنام، كمضيف وسيط (متوسط) تحدث المراحل التمايزية للطفيليات ضمن العوائل (المضيفات) الوسيطة. تؤدي مرحلة اليرقات إلى تكوّن كيسات المشوكات في العوائل الوسيطة. تنمو كيسات المشوكات ببطء لكنها قد تسبب أعراضاً سريرية لدى الإنسان وتهدد الحياة.[ قد لا تسبب الكيسات أعراضاً في البداية، وفي بعض الحالات قد تستمر الأعراض لسنوات عديدة. تعتمد الأعراض التي تظهر على المكان التي استقرَّت ضمنه الكيسة، لكن معظمها يتطفل إما في الكبد أو الرئتين أو كليهما.
تم توثيق الإصابة بالحبيبية المشوكة لأول مرة في ألاسكا، ولكنها على الرغم من ذلك منتشرة في جميع أنحاء العالم، وتنتشر بشكل خاص في أجزاء من أوراسيا وشمال وشرق أفريقيا وأستراليا وأمريكا الجنوبية. وتواجه المجتمعات التي تمارس تربية الأغنام أعلى المخاطر التي تهدد صحة البشر، ولكن يمكن للحيوانات البرية أن تكون أيضاً وسيلة لانتقال العدوى بالإضافة للأغنام، فعلى سبيل المثال: تعمل كلاب الدنغو كمضيف نهائي قبل أن تصيب اليرقات الأغنام الموجودة ضمن أراضي أستراليا. وقد تعرِّض كلاب الزلاجات حيوان الموس أو الرنة للمشوكة الحبيبية في أجزاء من أمريكا الشمالية وأوراسيا.

## طريقة العدوى
يحتاج طفيلي المشوكة الحبيبة للوصول إلى حالة النضج إلى نوعين من المضيف، مضيف نهائي ومضيف وسيط.
- المضيف النهائي لهذا الطفيلي هو الكلاب.
- المضيف الوسيط هو الأغنام غالباً، ومع ذلك، فإن الماشية والخيول والخنازير والماعز والإبل هي أيضًا من الممكن أن تكون مضيف وسيط محتمل.[6]

عند ابتلاع المشوكة الحبيبية (Echinococcus granulosus) تلتصق بالغشاء المخاطي للأمعاء في المُضيف النهائي، حيث يتطور الطفيلي إلى مراحله البالغة. يطلق الطفيلي البالغ بيوضه داخل الأمعاء التي تنتقل إلى خارج الجسم عن طريق البراز. عند إفراز الفضلات الملوثة في البيئة، يصبح المُضيف الوسيط عُرضةً لاكتساب الطفيلي عبر الرعي في المراعي الملوثة، مما يُديم دورة حياة الطفيلي، ويؤدي إلى استمرار احتمال الإمراضية الخاصة بالطفيلي.
تنتقل المشوكة الحبيبية من المضيف الوسيط (الأغنام) إلى المضيف النهائي (الكلاب) عن طريق التغذية المتكررة على الأحشاء (الأعضاء الداخلية للحيوانات للمخلفات) والتي يشار إليها أيضًا باسم ”اللحوم المتنوعة“ أو ”لحوم الأعضاء“. يمكن أن يؤدي استهلاك مخلفاتها التي تحتوي على المكورات (المشوكات) الحبيبية إلى الإصابة بالعدوى؛ ومع ذلك،فإنَّ العدوى تعتمد على العديد من العوامل.
على الرغم من كون طفيلي المشوكة الحبيبة البالغ غير ضار على مستوى الكلاب، إلا أن تشكل اليرقات يمكن أن يكون مشكلة كبيرة تهدد صحة البشر. على الرغم من ندرة هذا السيناريو إلا أنَّه يمكن أن يشكل الطفيلي كيساً يسبب المشوكة الكيسية المعروفة أيضاً باسم مرض الكيس المائي. ويمكن أن يسبب هذا الكيس ضغطاً على النسج المحيطة مما قد يؤدي إلى حدوث خلل في وظائف الأعضاء وتكسر تلقائي للعظام وبعض الأعراض العصبية أيضاً.
عند التغذية المتكررة على الأحشاء (الأعضاء الداخلية للحيوانات) وانتشار الطفيليات ضمن هذه الأحشاء وبالإضافة إلى عمر المضيف الوسيط، تعدُّ من أهم العوامل التي تؤثر على شدة العدوى داخل المضيف النهائي. تلعب مناعة كل من المضيف النهائي والوسيط دوراً جوهرياً في سلسلة انتقال الطفيلي، بالإضافة إلى معدل التلامس بين المضيف الوسيط والنهائي (مثل كلاب الرعي وحيوانات المراعي التي يتم الاحتفاظ بها على مقربة من بعضها البعض حيث يمكن للكلاب تلويث مناطق الرعي بالبراز). كما يلعب متوسط العمر المتوقع للطفيلي، إلى جانب تواتر العلاجات المضادة للديدان الطفيلية، دورًا في معدل العدوى داخل العائل أو المضيف. كما أنَّ لدرجة الحرارة ومستوى الرطوبة البيئية تأثير محورياً لبقاء الطفيلي.
بمجرد إصابة الأغنام بالعدوى، تبقى عادةً العدوى سارية داخل الأغنام لمدى الحياة. ومع ذلك، في المضيفات الأخرى، مثل الكلاب، يمكن القضاء على الطفيلي بواسطة العلاج. ومع ذلك، يفترض أن المضيف الوسيط يحتفظ بمتوسط عمر متوقع أكبر من المضيف النهائي.

## التشخيص الطبي
يمكن أن يتم التشخيص في المضيف النهائي (الكلب) وذلك عن طريق فحص الأمعاء الدقيقة بعد الوفاة، أو ببعض الصعوبة قبل الوفاة عن طريق التطهير باستخدام هيدروبرومات الأريكولين. يعد الكشف عن المستضدات في البراز بواسطة ELISA أفضل تقنية متاحة حاليًا. وقد وُجد أن معدل انتشار المشوكة الحبيبية هو 4.35% في دراسة أجريت عام 2008 في بنغالور بالهند باستخدام تقنية الكشف عن المستضدات المتضادة (ELISA). يُستخدم تفاعل البوليميراز المتسلسل (PCR) أيضًا لتحديد الطفيلي من الحمض النووي المعزول إما من البيض أو البراز. ولكن من الصعب تحديد البيوض في البراز لأنها لا تُمكن تمييزها عن بيوض الديدان الشريطية الأخرى من فصيلة الشريطيات (Taeniid).
يمكن إجراء التشخيص في البشر عن طريق الأشعة السينية والأشعة المقطعية والموجات فوق الصوتية.

## العلاج
إذا أصيب الإنسان بالعدوى فهناك مجموعة متنوعة من طرق العلاج. كان العلاج الأكثر شيوعاً في السنوات الماضية هو الاستئصال الجراحي للكيسات المائية. حيث يحتوي السائل الموجود فيتلك الكيسات على مستضدات يمكن أن تحسس المضيف مناعياً، لذلك يجب أن يتم التعامل مع هذه الكيسات بحذر، حيث يمكن أن يسبب انسكاب محتويات الكيسات صدمة تأقية مناعية. ومع ذلك، حالياً تمّ تطوير علاجات في السنوات الأخيرة تتسم بكونها ذات إجراءات أقل بضعاً خيث تقتصر على إجراءات مثل ثقب الكيسات وشفط السوائل وحقن المواد الكيميائية ثم إعادة الشفط. كما يعد العلاج الكيميائي القائم على البنزيميدازول خياراً علاجياً جديداً للبشر.

## الوقاية
من أجل منع انتقال العدوى إلى الكلاب من العوائل الوسيطة، يمكن إعطاء الكلاب تطعيمات مضادة للديدان الطفيلية. في حالة العوائل الوسيطة، وخاصة الأغنام، تسبب هذه التطعيمات المضادة للديدان الطفيلية استجابة مستضدية ( أي أن الجسم ينتج أجسامًا مضادة محددة ) ومع ذلك فهي لا تمنع العدوى في العائل.
يعدُّ الذبح النظيف والمراقبة العالية للمضيف الوسيط المحتمل أثناء الذبح هو أحد أهم الإجراءات الوقائية التي تساهم في منع انتشار هذه الدودة إلى المضيف النهائي. ومن الضروري إبقاء الكلاب والمضيف الوسيط المحتمل منفصلين قدر الإمكان لتجنب إدامة وحدوث العدوى. ووفقاً للنمذجة الرياضية، فإن تطعيم العوائل الوسيطة إلى جانب إعطاء العوائل النهائية جرعات من مضادات الديدان الطفيلية هي الطريقة الأكثر تأثيراً في التدخل في معدلات العدوى.
ويصعب التخلص السليم من الذبائح ومخلفاتها بعد الذبح المنزلي خصوصاً في المجتمعات الفقيرة والنائية، وبالتالي فإن الكلاب تحصل بسهولة على مخلفات الماشية، مما يكمل دورة طفيلي المشوكة الحبيبية ويعرض المجتمعات المحلية لخطر الإصابة بداء المشوكات الكيسية. وقد اقتُرح القيام بعملية غلي الأكباد والرئتين التي تحتوي على كيسات المكورات المائية لمدة 30 دقيقة كطريقة بسيطة وفعالة وموفرة للطاقة والوقت لقتل اليرقات المُعدية.

## روابط خارجية
- المشوكات من مراكز السيطرة على الأمراض والوقاية منها في الولايات المتحدة.

## وصلات خارجية
- طفيليات الجهاز الهضمي.